# Степне Озеро
Степне́ Озеро (рос. Степное Озеро) — селище міського типу, центр Благовіщенського району Алтайського краю, Росія. Адміністративний центр та єдиний населений пункт Степноозерської селищної ради.

## Населення
Населення — 6672 особи (2010; 7184 у 2002).